# Gutierre Díez de Games

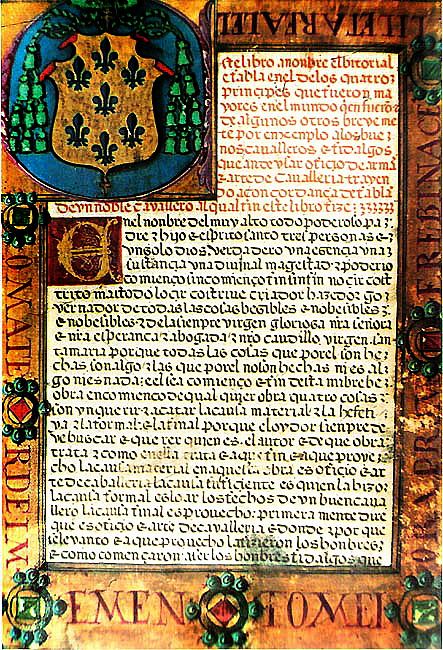
El Victorial de Gutierre Díez de Games. El original se conserva en la Biblioteca Nacional de Madrid

Gutierre Díez de Games fue un militar e historiador castellano del siglo XV que, según el catálogo de la Biblioteca Cervantes Virtual, vivió aproximadamente de 1379 a 1450.
Su obra, El Victorial o Crónica de Don Pero Niño, es un raro ejemplo de biografía medieval, escrita en términos caballerescos y de libro de viajes, pero también reflexivo sobre la época y todo tipo de cuestiones.
Parece ser el encargo a un ex-alférez convertido en escribano por parte de Pero Niño, su antiguo capitán que había dirigido la flota de Enrique III de Castilla, deseoso de lograr fama (concepto decisivo en el final de la Edad Media y el Renacimiento) divulgando sus aventuras caballerescas en Francia entre 1404 y 1406, que no habrían tenido cabida en la recopilación de crónicas tradicionales. En la segunda parte de la obra (escrita después de 1444), que se adentra en el periodo posterior (reinado de Juan II de Castilla) el autor, ya con título de letrado, tendría una visión más madura y personal.